# Semiothisa cinereata
Semiothisa cinereata là một loài bướm đêm trong họ Geometridae.